# Старосельский сельсовет (Могилёвская область)
Старосе́льский се́льсове́т (бел. Старасельскi сельсавет) — упразднённая административно-территориальная единица Шкловского района Могилёвской области Белоруссии. Административный центр — деревня Троица. Население сельсовета — 1179 человек (2009).

## История
30 апреля 1958 года населённые пункты Колино-Лидино и Хатьково из состава Жукневского сельского Совета Толочинского района Витебской области перечислены в состав Старосельского сельского Совета Шкловского района Могилёвской области.
Сельсовет упразднён в ноябре 2013 года. Территория и населённые пункты упразднённого сельсовета включены в состав Александрийского сельсовета.

## Состав
В составе сельсовета на момент упразднения находился 31 населённый пункт:
- Большая Лотва — деревня.
- Большое Уланово — деревня.
- Борки-1 — деревня.
- Борки-2 — деревня.
- Гвалтовник — деревня.
- Говораки — деревня.
- Городок — деревня.
- Дуброво — деревня.
- Дымово — деревня.
- Заборье — деревня.
- Калиновка — деревня.
- Каменка — деревня.
- Клин — деревня.
- Лидино — деревня.
- Лутно — деревня.
- Малая Лотва — деревня.
- Малое Уланово — деревня.
- Мацево — деревня.
- Новое Бращино — деревня.
- Песчанка — деревня.
- Поповка — деревня.
- Сисенево — деревня.
- Смольянцы — деревня.
- Старое Бращино — деревня.
- Староселье — деревня.
- Трилесино — деревня.
- Троица — деревня.
- Тросна — деревня.
- Хатьково — деревня.
- Чирчино — деревня.
- Щетинка — деревня.

Упразднённые населённые пункты на территории сельсовета:
- Берёзовка — деревня.
- Воропонка — деревня.
- Горка — деревня.

## Инфраструктура
В 1947 году на территории сельсовета действовали колхозы: «Большевик», «Борьба», «Заря», имени Ворошилова, «Новая жизнь», «Hовый строй», «Hовый мир», «Победа», «1 Мая», «Прогресс», «Пролетарий», «Pacсвет», «Социализм», «Урожай», «Вперёд», «Красный Октябрь».